# توربن ینسن
توربن ینسن (دانمارکی: Torben Jensen؛ ‏ ۲۹ سپتامبر ۱۹۴۴–۱ نوامبر ۲۰۱۸) بازیگر اهل دانمارک بود.
از فیلم‌ها یا مجموعه‌های تلویزیونی که وی در آن‌ها نقش داشته‌است، می‌توان به مهمانی اداره و واپسین سرود میفونه اشاره نمود.
وی در سال ۱۹۸۷ برندهٔ جایزه روبرت «بهترین بازیگر مرد نقش اول» شد.